# Stipa megapotamia
Stipa megapotamia là một loài thực vật có hoa trong họ Hòa thảo. Loài này được Spreng. ex Trin. miêu tả khoa học đầu tiên năm 1831.